# Quơn Long
Quơn Long là một xã thuộc huyện Chợ Gạo, tỉnh Tiền Giang, Việt Nam.

## Địa lý
Xã có diện tích 13,31 km², dân số năm 213 là 9.538 người, mật độ dân số đạt 717 người/km².